# IC 4442
IC 4442 ist eine linsenförmige Galaxie vom Hubble-Typ SB0-a im Sternbild Bärenhüter am Nordsternhimmel. Sie ist schätzungsweise 190 Millionen Lichtjahre von der Milchstraße entfernt.
Das Objekt wurde am 27. Juli 1895 von Stéphane Javelle entdeckt.